# ロス海属領

ロス海属領、ニュージーランドが領有権を主張している部分

ロス海属領（ロスかいぞくりょう、英語: Ross Dependency）は、ニュージーランドが領有権を主張している南極ロス海周辺の地域である。南極点を頂点とし、東経160度から西経150度まで広がる扇形の地域で、北限は南緯60度である。ヴィクトリアランド、ロス棚氷、ロス島、バレニー諸島、スコット島、ルーズベルト島を含んでいる。
ニュージーランドは、この地域にスコット基地を設けている。1957年以降同地域の領有権を主張し、そのためにスコット基地で切手を発行していた。ただし、ニュージーランドの主張は国際的には認められていない。また、ニュージーランドも締約している南極条約によって、南極地域における領土主権、請求権は凍結されている。